# ニューナンブM60
ニューナンブM60は、新中央工業（現・ミネベアミツミ）社製の回転式拳銃。1960年より日本の警察用拳銃として調達が開始され、その主力拳銃として大量に配備されたほか、麻薬取締部や海上保安庁にも配備された。生産は1990年代に終了したが、現在でも依然として多数が運用されている。

## 歴史
内務省警視庁および府県警察部時代、日本の警察官は基本的にサーベルを佩用するのみで、火器の装備は刑事や特別警備隊、警護要員や外地の警察部など一部に限定されていた。その後、連合国軍占領下の日本では警察官の帯刀を廃止し拳銃を携行することになったため、もともと保有していた拳銃だけでは足りず、日本軍の武装解除や民間からの回収によって入手された国産の拳銃も用いられていたが、それでも充足率は低く、また配備された拳銃も老朽品が多く、種類も雑多であった。1949年夏よりこれらの拳銃はGHQに回収され、かわってアメリカ軍の装備からの供・貸与が開始された。しかしこれらの供与拳銃にも老朽品が多く、その中でも特にM1911A1自動拳銃とM1917回転式拳銃は耐用年数を過ぎて動作不良や精度低下を来していたほか、使用弾薬が.45ACP弾だったため警察用としては威力過大であり、大きく重いために常時携帯の負担が大きいという不具合も指摘されていた。60年安保対策として警察官が増員され、再び銃器の充足率が低下していたこともあり、まず1959年よりS&W M36などの輸入による新規調達が開始された。
しかし一方で、国内産業の涵養や製作技術の存続を図る観点から、防衛庁、警察庁、法務省、海上保安庁などが装備する公用拳銃の統一化・国産化が志向されるようになっており、1956年9月、日本兵器工業会は、通商産業省の指導のもとで拳銃研究会を設置して検討に着手した。そしてその検討を踏まえて、1957年より新中央工業において国産拳銃の開発が開始された。このとき、自動拳銃2機種と回転式拳銃1機種が開発されたが、この回転式拳銃が本銃であり、当初はM58と称されていた。
M58は1959年11月に行われた外国製拳銃との性能審査で優良な成績を納め、1960年より警察への納入が開始された。昭和43年度以降、警察が調達する拳銃は本銃に一本化されることとなった。

## 設計
基本設計はS&W社のJフレームリボルバー（S&W M36など）およびKフレームリボルバー（S&W M10など）をもとにしている。表面処理は、当初はブルーフィニッシュであったが、1982年頃より製造工程簡略化のため、パーカライジングフィニッシュに変更された（その後まもなくブルーフィニッシュに戻されたという説もある）。照門は固定式である。
シリンダーは5連発だが、フレームがわずかに大きいため、Jフレームリボルバー用のスピードローダーは使用できない。生産開始直後にシリンダーの破裂事故が発生しているが、対策を施して1961年より量産が再開された。また、シリンダーをスイングアウトするための指掛け（シリンダーラッチ）は、当初は薄い洗濯板状のものであったが、1980年代より彗星の尾のように後方を長くしたものに変更されたほか、その後、更に厚みを増す改修が施された。ライフリングは5条右回りで、ピッチは1-15"である。なお、オープンキャリーを想定した銃身長7.7cmのモデルと、コンシールドキャリーを想定した銃身長5.1cmのモデルの2種類が生産・配備された。
トリガーメカニズムはダブルアクションとシングルアクションの両用である。ダブルアクションでは、モデルとされたS&W社の製品のようなトリガープルの精密さには欠ける一方、シングルアクションでの射撃精度は極めて高く、7.7cm銃身モデルであれば25メートル固定射撃で2インチ（約5cm）ほどの幅にまとまる集弾性能を発揮できる。日本の警察では本銃の採用期間が長く、この射撃精度に慣れ親しんでいたため、1990年代の本銃の生産終了後にS&W M37を調達した際には射撃精度が本銃のレベルに達しないことが問題視され、メーカーの担当者を日本に呼びつける騒ぎとなった。
サイドプレートは、当初はS&W社の5スクリュータイプをもとに、用心金付け根のシリンダーロックスプリング用スクリューを省いた4スクリュータイプであったが、1964年よりS&W社の仕様変更に倣って、3本スクリュータイプに変更された。また、グリップには膨らみが持たされており、握り心地は悪くないが、前期生産型では縦方向の長さが足りずに小指が遊んでしまうことが多く、チェッカリングも甘かったため、1980年代にグリップパネルが改良され、グリップ前部を延長してフィンガースパーが付されるとともに、チェッカリングも深くなった。なお、グリップパネルはいずれもプラスチック製で、当初はライトブラウン、上記改良が施されたものはやや濃いブラウンとされている。

## 運用史

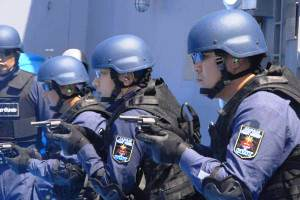
派遣海賊対処行動水上部隊に同乗した海上保安庁派遣捜査隊員の射撃訓練

各都道府県警察の警察官のほか、皇宮護衛官、海上保安官、麻薬取締官、麻薬取締員、刑務官、鉄道公安職員など、特別司法警察職員の一部にも配備された。1975年には製造元である新中央工業がミネベア社に吸収合併されたが、1990年代中盤の生産終了に至るまで、一貫して同社で生産され続けた。
1976年10月、沖縄県警察、山口県警察でそれぞれM60を使用して射撃訓練をしていた警察官3人が重軽傷を負った。いずれもM60の弾倉部分が破裂したことによる事故であったため、全国の警察で同銃を使用した射撃訓練の実施が一時中止。科学警察研究所で材質のチェックが行われた。
生産終了後はS&W M37、2006年に同銃の販売が終了した後はS&W社の拳銃に所定の改正を加えたS&W M360J サクラと、いずれも.38スペシャル弾5連発の回転式拳銃の調達が継続されている。

### 派生型
1960年代には射撃競技用のバリエーションとしてM60 サクラが開発された。これは、153mmの長銃身を備えるとともにフルラグタイプのアンダーバレルシュラウドを付し、照門はフルアジャスタブルリアサイトとして、グリップもアナトミータイプのフルアジャスタブルに変更したものである。3丁が試作されてヨーロッパに輸出されたものの、量産されることはなかった。
また1996年には、警察向けの改良型としてM60Aが提案された。これは1990年代の警察官の装備軽量化の方針の一環として検討されたものと考えられており、アルミニウム合金を採用していた可能性があるが、結局これは採用されず、上記の通り、アメリカ製のM37が採択された。

### 遊戯銃
本銃の遊戯銃については、大友商会がモデルガンのみ、マルシン工業がガスガンのみ、ハートフォードがガスガンとモデルガンの両方を販売している。
ただし、マルシン工業とハートフォードは「ニューナンブM60」の名称を使用しておらず、それぞれ「ポリスリボルバー」と「J-Police.38S」の名称を用いている。また、大友商会は2インチ仕様のみを用意しているが、マルシン工業とハートフォードは2インチ仕様と3インチ仕様の2種類を用意している。なお、マルシン工業は実際には存在しないニッケルメッキ仕様も販売している。

本銃をモデルとしたマルシン製ガスガン
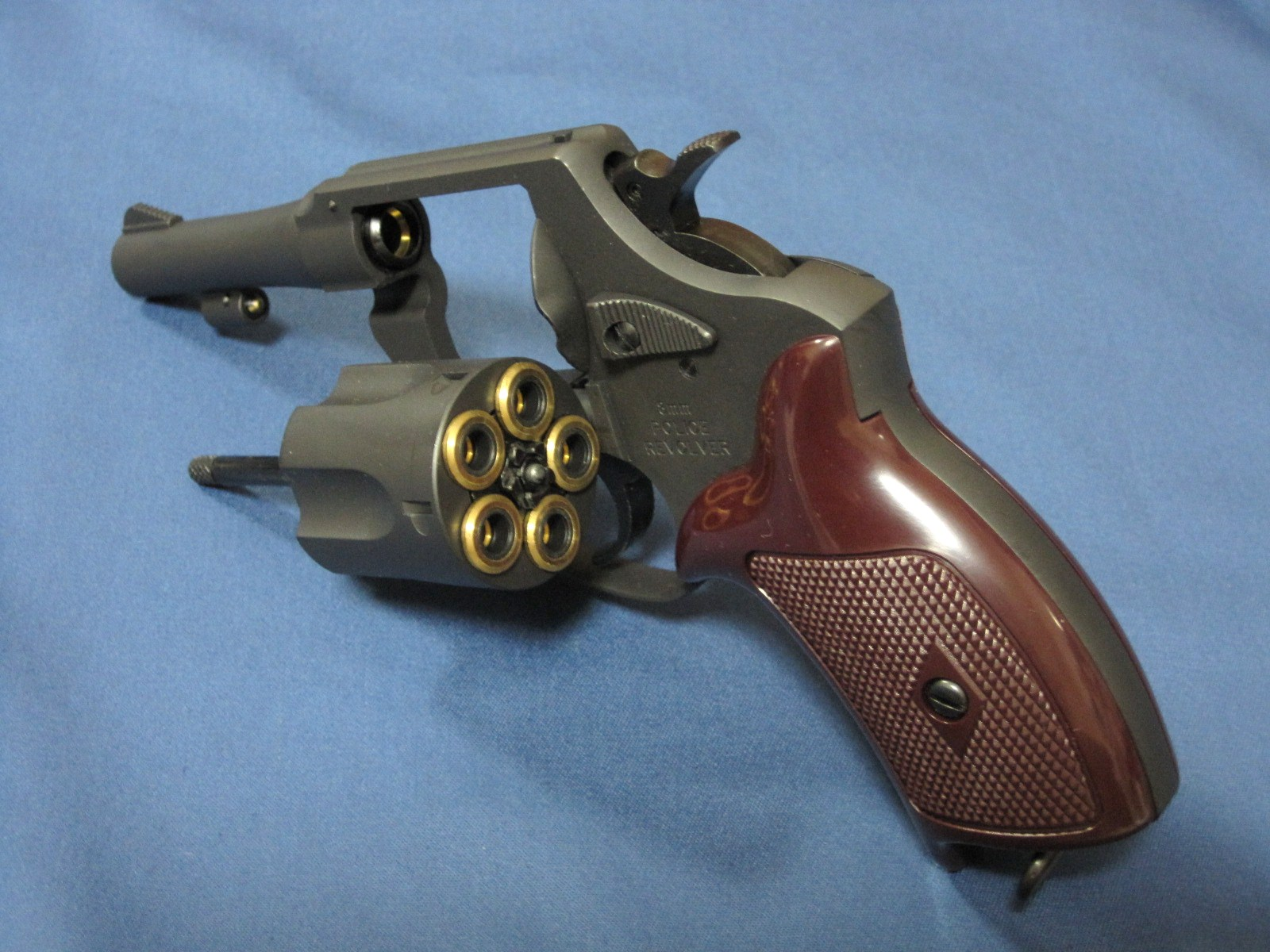
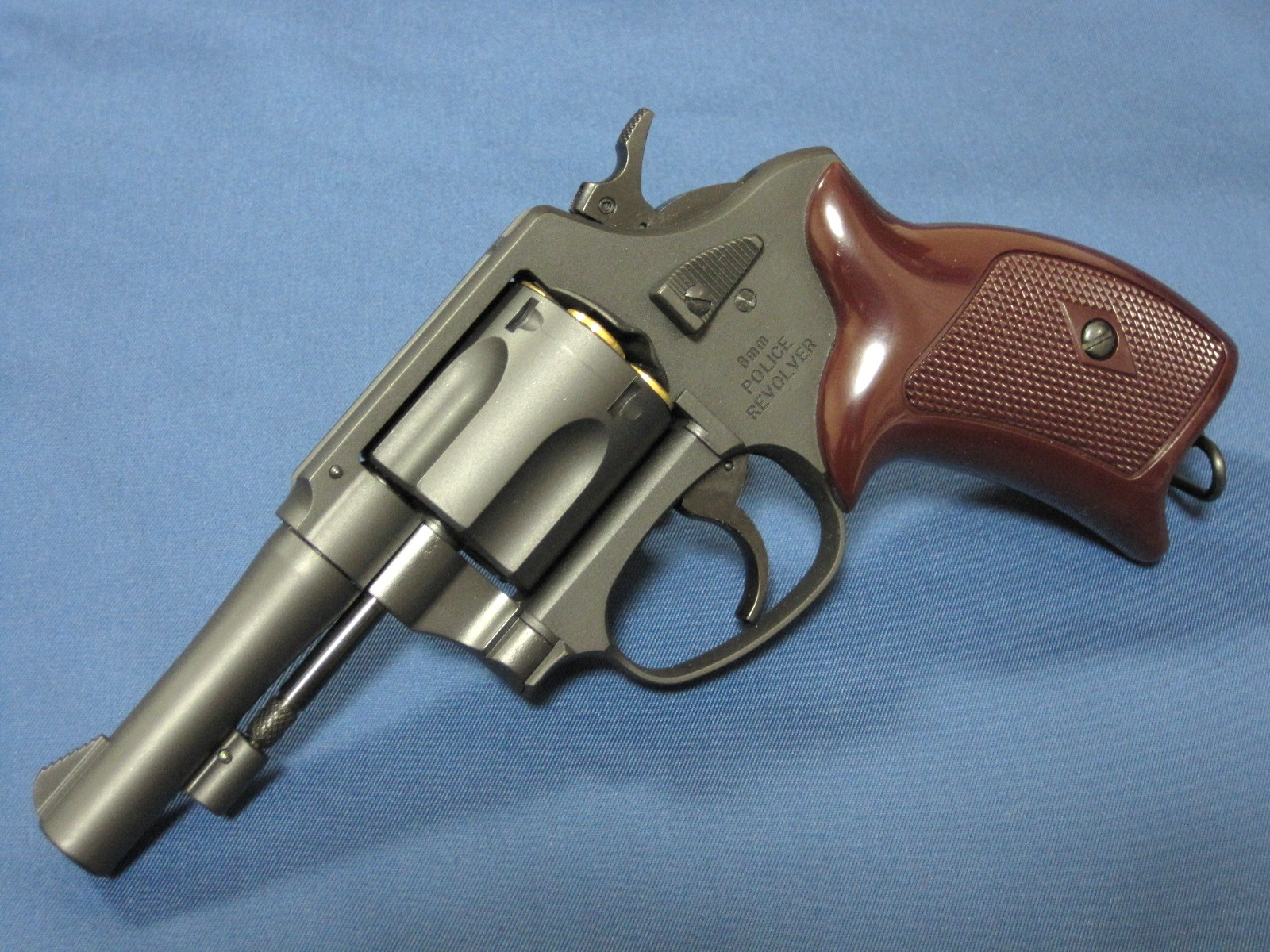

## 登場作品
日本の警察が登場する刑事ドラマや小説・漫画・映画などに登場している。もっとも、1980年代までのドラマでは小道具の都合上、ほとんどが代役のコルト・ローマンやハイウェイパトロールマン41マグナムだった（悪用に対する懸念から、どの制作会社もニューナンブの小道具化だけは手を出そうとしなかった）。